# Noodvervoersgreep van Rautek

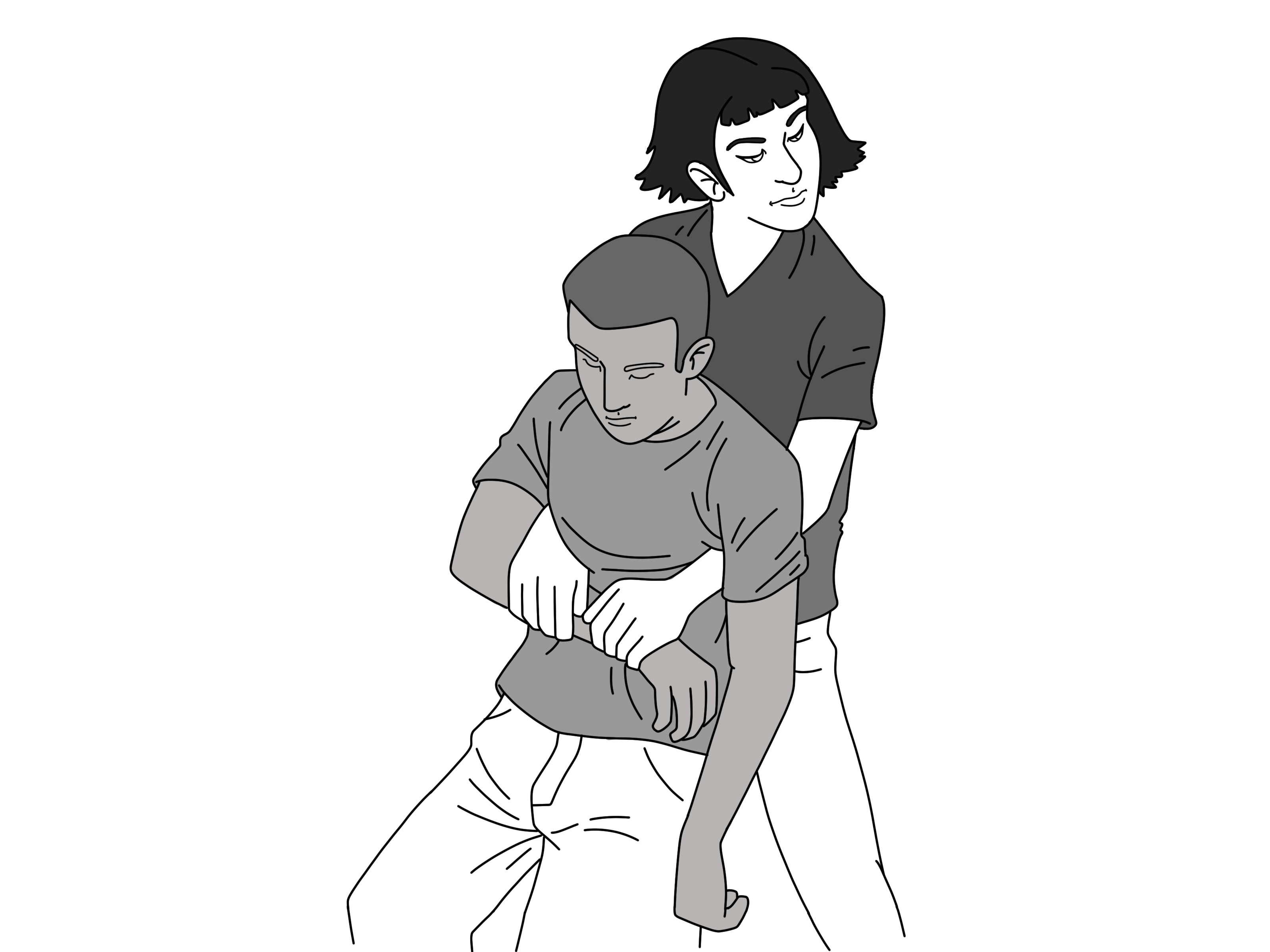
De Rautekgreep

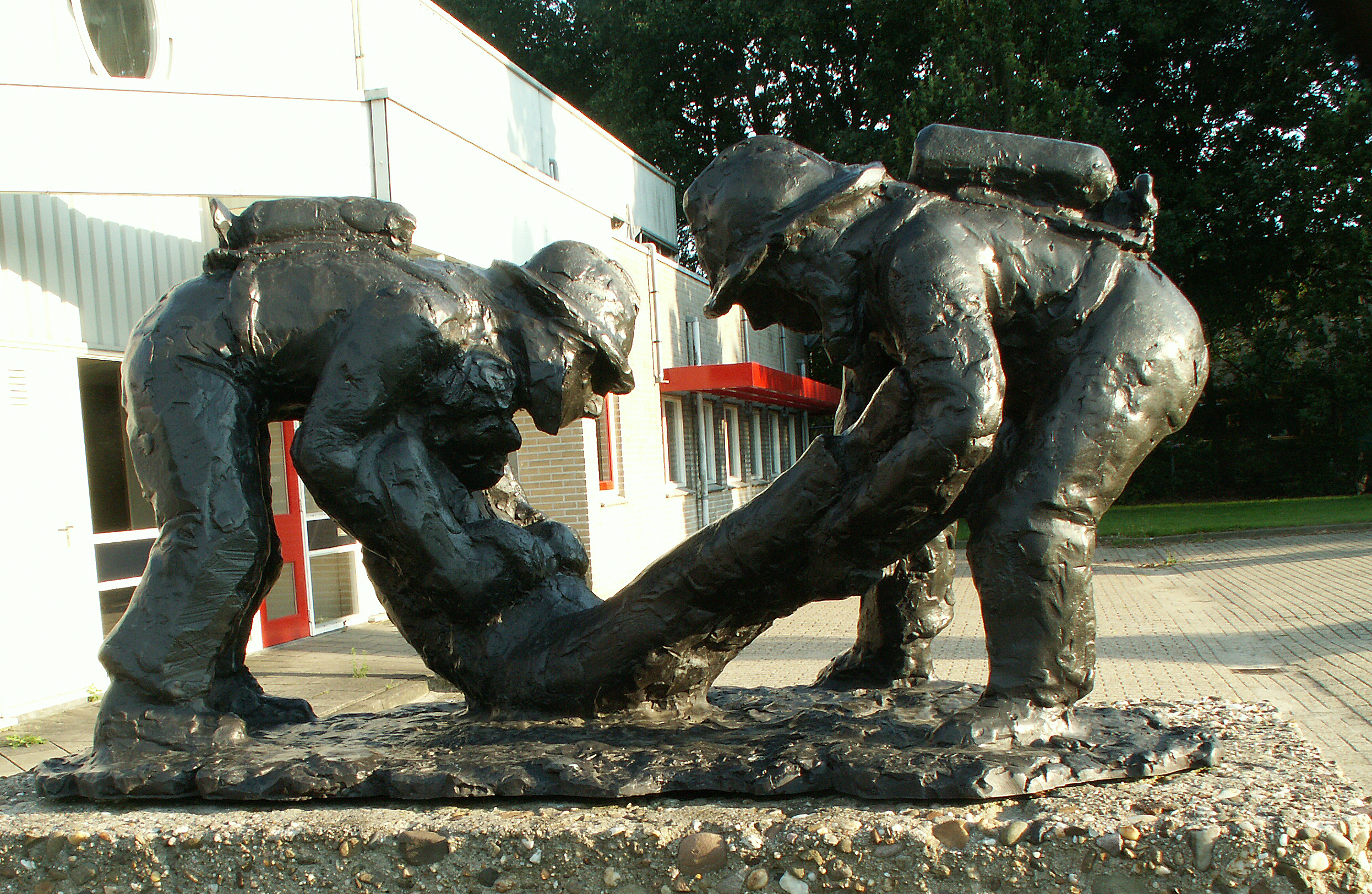
De Rautekgreep (1991) van Peter de Leeuwe in Leusden

De noodvervoersgreep van Rautek of Rautekgreep is een greep waarmee een slachtoffer van een ongeval naar een veilige plek kan worden vervoerd. De greep wordt door onder meer door EHBO-ers en BHV-ers gebruikt, indien het noodzakelijk is het slachtoffer op korte afstand te verplaatsen.
Het slachtoffer, dat op de grond ligt, wordt van achteren aan een van de onderarmen, die horizontaal komt te staan, met beide handen vastgepakt en aan deze eigen onderarm wordt hij of zij opgetild. De hulpverlener beweegt zich bij dit optillen van gehurkte positie naar een staande positie. Vervolgens kan het slachtoffer voorzichtig naar een veiligere plek worden getrokken. Situaties waarbij de noodvervoersgreep van Rautek kan worden toegepast zijn bijvoorbeeld als het slachtoffer zich op een drukke weg of een ruimte met koolmonoxide bevindt. De hulpverlener zal hierbij de eigen veiligheid voorop blijven stellen.
In de praktijk kan het gebruik van de noodvervoersgreep van Rautek in bepaalde gevallen geen optie zijn, bijvoorbeeld doordat er zeer veel haast geboden is, bij brand, als er veel obstakels in de weg liggen of het slachtoffer zelfs door objecten is bedekt. In dergelijke gevallen kan het slachtoffer op allerlei andere manieren in veiligheid worden gebracht, bijvoorbeeld door voorzichtig aan de benen of armen te trekken.
De noodvervoergreep van Rautek wordt alleen gebruikt als verplaatsing noodzakelijk is. Wanneer de veiligheid van de hulpverlener en het slachtoffer gewaarborgd zijn wordt het slachtoffer bij voorkeur geholpen op de plaats waar hij of zij ligt. Dit is omdat sommige verwondingen, zoals wervelletsel, botbreuken en inwendige letsels, kunnen verergeren bij verplaatsing.  